# Гаммерман, Александр Яковлевич
Алекса́ндр Га́ммерман (англ. Alexander Gammerman; род. 2 ноября 1944, Алма-Ата) — британский учёный-компьютерщик, специализирующийся в области машинного обучения и искусственного интеллекта.
Один из авторов (совместно с Владимиром Вовком) теории конформных предикторов — метода машинного обучения, гарантирующего валидность предсказаний. Основатель и директор Центра машинного обучения в колледже Ройял Холлоуэй Лондонского университета, член Королевского статистического общества.

## Образование и академическая карьера
Родился в Алма-Ате в эвакуации. Детство и юность провёл в Таллине. В 1963 году окончил 6-ю среднюю школу (ныне — Таллинская Центральная русская гимназия). Увлекался лёгкой атлетикой, чемпион Эстонии среди младшей группы школьников в беге на 100 метров (1959); в составе сборной Эстонской ССР — чемпион эстафеты 4х100 метров на зональных соревнованиях Всесоюзной Спартакиады школьников СССР (Вильнюс, 1962).
В 1968 году окончил физический факультет Ленинградского государственного университета. В 1974 году в Ленинграде защитил диссертацию на получение степени кандидата физико-математических наук. После этого работал старшим научным сотрудником в Агрофизическом НИИ, с 1976 по 1980 год — во вновь созданном Региональном научно-исследовательском вычислительном центре Академии сельскохозяйственных наук СССР в Ленинграде.
В 1983 году эмигрировал в Великобританию, где получил должность преподавателя в Департаменте компьютерных наук университета Хериота-Уатта в Эдинбурге. В 1993 году по конкурсу был избран на должность полного профессора Департамента компьютерных наук колледжа Ройял Холлоуэй Лондонского университета. В 1992 и 1993 годах имя Александра Гаммермана вошло в список издания «Who's Who in Scotland», а также в разные годы — в издания «Marquis Who's who in Frontiers of Science and Technology».
С 1995 по 2005 год занимал должность главы Департамента компьютерных наук в колледже Ройял Холлоуэй. Там же в 1998 году основал Центр машинного обучения и стал его директором.
А. Я. Гаммерман — член Королевского статистического общества с 1985 года, член Королевского общества искусств с 2005 года, а также приглашённый и почётный профессор нескольких университетов Европы и США (Visiting Professor at School of Telecommunications University Polytechnic de Madrid, Madrid, 2003, Spain; Senior Research Professor, Department of Computer Science and Center Computer Learning Systems, Columbia University, New York, 2004, USA; Honorary Professor, University College London 2006 – 2010, UK; Visiting Professor, University of Paris 9 (Dauphine), 2008 – 2009, France; Distinguished Professor (Profesor visitante distinguido Santander-UCM) of Complutense University de Madrid, 2010, Spain; Distinguished Professor (Profesor visitante distinguido Santander-UCM) of Complutense University de Madrid, 2010, Spain). Входил в редакционные коллегии журналов «Law, Probability and Risk» (2002–2009 годы) и «The Computer Journal» (2003—2008).
С 2002 года — во главе оргкомитета Колмогоровской лекции Лондонского университета. Член Совета образовательной программы бакалавриата СПбГУ «Математика, алгоритмы и анализ данных».

## Научная работа
В Ленинграде совместно с Генрихом Арсеньевичем Федореевым (1930—1980), одним из «пионеров» СССР в области использования электронно-вычислительной техники для оценки прогнозирования и течения опухолевого процесса, и Марком Исааковичем Ланиным (1930—2011) работал над поиском математически обоснованных критериев самопроизвольного излечения гемангиом у конкретных пациентов.
Кандидатская диссертация Александра Гаммермана была посвящена математическому описанию фитохрома. Результаты исследований опубликованы в ряде журналов и сборников, в частности, в Докладах АН СССР. В 1976—1980 годах опубликовал несколько работ, описывающих применение информационной меры Кульбака—Лейблера для решения проблем распознавания образов в медицинской диагностике и систематике растений. Участвовал в разработке новой поисковой системы (совместно с М. И. Ланиным), близкой по идеям к современному поисковому механизму Google.
В период с 1983 по 1993 год его исследования были сосредоточены на байесовских методах. Некоторые результаты были обобщены в статье, озаглавленной «Байесовский вывод без предположения независимости», применительно к медицинской базе данных (совместно с А. Р. Тэтчером). Кроме того, были опубликованы работы, использующие байесовские сети доверия в области судебной медицины и в проекте Министерства внутренних дел Великобритании по статистическому анализу характеристик преступника.
С 1996 года вместе с Владимиром Вовком начал разработку теории конформных предикторов — нового направления исследований в области машинного обучения, гарантирующих валидность прогнозов. Области применения этих методов включают медицинскую диагностику, разработку лекарств, судебную медицину, протеомику, геномику, окружающую среду и информационную безопасность. Oсновные результаты были опубликованы в книге «Алгоритмическое обучение в случайном мире» совместно с Владимиром Вовком и Гленном Шафером (Springer, 2005).

## Награды и премии
- 1996 — Премия Общества судебной медицины им. П. В. Аллена (P.W. Allen Prize of Forensic Science Society).
- 2006 — Награды за лучший доклад на совместной III Международной конференции SCIS (Soft Computing and Intelligent Systems) и ISIC (International Symposium and Intelligent Systems) по программным вычислениям и интеллектуальным системам и VII Международном симпозиуме по передовым интеллектуальным системам, Токио, Япония (Transductive Learning. Best paper prizes at SCIS and ISIS Joint 3rd International Conference on Soft Computing and Intelligent Systems and 7th International Symposium on Advanced Intelligent Systems).
- 2006 — Награда за лучшую работу на Международной конференции IEEE по гранулярным вычислениям. Атланта, США (Reliable classification of childhood acute leukaemia from gene expression data using Confidence Machines. Best paper award at IEEE International Conference on Granular Computing (joint work with Z. Luo and A. Belotti)).
- 2008 — Приз Международной конференции по искусственному интеллекту и его приложениям (AIA), Инсбрук, Австрия (AIA-08  Prize:  Modern  algorithms  in  Machine  Learning.  Artificial Intelligence and Applications Conference-08)[7].
- 2019 — Amazon Research Award[13].

## Семья
- Отец — Яков Моисеевич Гаммерман (6 марта 1895, Бердичев — 29 августа 1978, Таллин), в 1950—1958 годах — директор таллинской трикотажной фабрики «Марат», автор книги «Балтийская мануфактура. 1898—1968 гг.» (с С. А. Гольденбергом, 1969).
- Мать — Сюзанна Григорьевна Гаммерман (в девичестве Дарер, 6 февраля 1906 года, Очаков — 24 февраля 1996 года, Таллин), в 1960—1990 годах — библиотекарь библиотеки Академии наук Эстонской ССР.
- Брат — Михаил Яковлевич Гаммерман, заслуженный изобретатель Эстонской ССР, главный конструктор расходомеров таллинского завода «Промприбор»/«Aswega».
- Жена — Susan Caroline Gammerman (в девичестве Thatcher), выпускница филологического факультета Кембриджского университета, администратор университета.
  - Сын — James Gammerman (род. 1990), специалист по анализу данных, окончил химический факультет Имперского колледжа Лондона.
  - Дочь — Anya Gammerman (род. 1992), радиолог, окончила Королевский колледж Лондона по специальности «нейронауки».
  - Дочь — Sonia Gammerman (род. 1996), специалист по коммуникациям, окончила Университетский Колледж Маастрихта[нидерл.] и Амстердамский свободный университет.